# Scufița Roșie (film din 2011)
Scufița Roșie (engleză Red Riding Hood) este un film american dark fantasy horror din 2011 regizat de Catherine Hardwicke, după un scenariu de David Leslie Johnson. Se bazează foarte puțin pe povestea populară Scufița Roșie culeasă de folcloristul Charles Perrault sub denumirea Le Petit Chaperon Rouge și mai târziu de Frații Grimm  sub denumirea Rotkäppchen.

## Povestea
Valerie (Amanda Seyfried) este o tânără fata care trăiește în satul Daggerhorn din Imperiul Rus. Ea este îndrăgostită de tăietorul de lemne Peter (Shiloh Fernandez), dar părinții ei Cesaire (Billy Burke) și Suzette (Virginia Madsen) au promis fierarului Adrian Lazăr (Michael Shanks) că o dau de soție pe Valerie fiului acestuia Henry (Max Irons).

## Distribuție
- Amanda Seyfried este Valerie/Scufița Roșie[4]
- Virginia Madsen este Suzette[5]
- Billy Burke este Cesaire[6]
- Julie Christie este Bunica[7]
- Shiloh Fernandez este Peter[8]
- Gary Oldman este Părintele Solomon[9]
- Max Irons este Henry Lazar[10]
- Michael Shanks este Adrien Lazar[6]
- Christine Willes as Madame Lazar[6]
- Michael Hogan as The Reeve[11]
- Lukas Haas este Părintele August[12]
- Alexandria Malliot este Lucie